# Вальдес, Мария Фернанда
Мария Фернанде Вальдес (род. 17 марта 1992 года) — чилийская тяжелоатлетка, призёр чемпионата мира 2017 года, двукратный победитель панамериканского чемпионата, призёр Панамериканских игр. 

## Карьера
Она начала заниматься тяжелой атлетикой в 16 лет. 
Она участвовала в летних Олимпийских играх 2012 года в весе до 75 кг и финишировала девятой. В январе 2012 года она сломала лодыжку, что помешало ей достойно подготовиться к Олимпийским играм 2012 года в Лондоне. 
В Панамериканском чемпионате по тяжелой атлетике 2016 года, проходившем в Колумбии, она заняла первое место. В этом соревновании она подняла в общей сложности 244 килограмма. Спустя несколько дней чилийская Федерация тяжелой атлетики подтвердила ее участие в Олимпийских играх в Рио-де-Жанейро 2016.
На Олимпийских играх в Рио-де-Жанейро Вальдес заняла седьмое место в финале в категории до 75 кг, подняв 107 кг в рывке и 135 в толчке, на общую сумму 242 кг. 
В 2017 году на чемпионате мира в Анахайме она приносит себе серебряную медаль с общим итоговым весом на штанге 255 кг. По итогам 2017 года чилийская спортсменка была удостоена награды "Лучший из лучших" Олимпийского комитета Чили и ассоциации спортивных журналистов.
На Панамериканском чемпионате 2018 года в Санто Доминго, она становится второй с итоговым весом 253 кг. 
На чемпионате мира 2018 года в Ашхабаде, Мария, в весовой категории до 87 кг, в упражнение толчок завоёвывает малую бронзовую медаль с весом на штанге 140 кг, а в итоге становится четвёртой с общей суммой 250 кг.